# Prangos longiradia
Prangos longiradia är en flockblommig växtart som beskrevs av H.Wolff. Prangos longiradia ingår i släktet Prangos och familjen flockblommiga växter. Inga underarter finns listade i Catalogue of Life.